# Arrondissement Marmande
Arrondissement Marmande (fr. Arrondissement de Marmande) je správní územní jednotka ležící v departementu Lot-et-Garonne a regionu Akvitánie ve Francii. Člení se dále na 10 kantonů a 98 obcí.

## Kantony
- Bouglon
- Castelmoron-sur-Lot
- Duras
- Lauzun
- Marmande-Est
- Marmande-Ouest
- Le Mas-d'Agenais
- Meilhan-sur-Garonne
- Seyches
- Tonneins